# Sallie House
Sallie House es una casa embrujada y atracción turística situada en Atchison (Kansas). La casa data de mediados de 1800, y se dice que está encantada por el fantasma de una joven llamada Sallie, aunque también se cree que Sallie es una fachada para algo más demoníaco. La casa ha estado vacía desde la década de 1990.

## Historia
Fue construida a mediados del siglo XIX por encargo de la familia Finney y fue el hogar del doctor Charles Finney. Algunos creen que este personaje ejercía la medicina desde la casa, utilizando la planta baja para operar y examinar, y un dormitorio como despacho. La familia Finney vivió en el piso de arriba hasta que se mudó por falta de espacio. Sin embargo, la distribución y el plano de la casa no sugieren esta teoría.
La casa fue listada en el sitio web inmobiliario Zillow por un millón de dólares en febrero de 2016, bajó a 499 000 dólares en agosto y fue retirada del mercado en noviembre de 2017.

## Eventos paranormales
Se dice que Sallie House está embrujada por el fantasma de una niña que murió allí. Según la leyenda, una niña llamada Sallie fue llevada a la casa del doctor Finney por su madre por un fuerte dolor abdominal. Éste le administró anestesia y comenzó una operación de urgencia, ya que creía que el apéndice de Sallie estaba a punto de romperse; sin embargo, realizó la primera incisión antes de que la anestesia hiciera efecto. Mientras continuaba con la operación, Sallie gritaba de dolor y se desangraba, lo que terminó por matarla. Sin embargo, no existen pruebas físicas de que la joven viviera o muriera en la propiedad.
Múltiples antiguos inquilinos han alegado actividad paranormal en el lugar. Especialmente los residentes y visitantes varones, algunos de los cuales han afirmado haber sido arañados hasta sangrar, lo que ha llevado a apodar a Sallie «El fantasma que odia a los hombres». Esto podría deberse a que lo último que Sallie vio antes de morir fue al médico, que creía que la estaba torturando.
En la década de 1990, la casa apareció en el programa de televisión de investigaciones paranormales Sightings. Los antiguos residentes aparecieron en el programa A Haunting en 2006 y en Paranormal Witness en 2013. El 17 de enero de 2015, apareció en un episodio de la serie de Travel Channel Ghost Adventures. Ha aparecido dos veces en el programa Buzzfeed Unsolved: Supernatural; primero en el episodio 3 de la temporada 1 en 2016, y de nuevo en el episodio final del programa, el episodio 6 de la temporada 7, en 2021.